# Carl Friedrich von Siemens
Carl Friedrich Siemens, desde 1888 von Siemens, (Charlottenburg-Wilmersdorf, 5 de septiembre de 1872 - Neu Fahrland, 9 de julio de 1941) fue un empresario y político alemán, miembro de la familia Siemens.

## Familia
Pertenecía a la antigua familia Siemens de la ciudad de Goslar, apellido del que existen menciones del año 1384. Fue el hijo pequeño del inventor y empresario Werner von Siemens, y de su segunda esposa Antonie Siemens. El 5 de mayo de 1888 Werner von Siemens y su descendencia pasó a formar parte de la aristocracia prusiana.
Se casó por primera vez en Londres en 1895, precipitadamente y sin que sus padres lo supieran. Se divorciaron en 1897 al descubrirse que ella era una estafadora. Se volvió a casar en Berlín el 14 de junio de 1898 con Auguste Bötzow, hija de Julius Bötzow, latifundista y propietario de la cervecería Bötzow. Tuvo dos hijos en este matrimonio, Ernst y Ursula. Se divorciaron el 11 de noviembre de 1923.
Se casó por tercera vez el 19 de noviembre de 1929 con Margarete Heck, hija de Ludwig Heck, que era director del Jardín zoológico de Berlín.

## Vida

### Carrera como empresario
Trabajo en la compañía Siemens & Halske AG desde 1899 y entre 1901 y 1908 dirigió la sección dedicada a las corrientes de alta tensión de Siemens Brothers & Co en Londres. A partir de 1912 trabajó como presidente del directorio de Siemens-Schuckertwerke y en 1919 sucedió a su medio hermano Georg Wilhelm von Siemens como presidente del consejo de administración de Siemens & Halske AG y Siemens-Schuckertwerke.
A mediados de la década de 1920, después de las pérdidas sufridas durante la Primera Guerra Mundial, Siemens fue uno de los cinco grupos empresariales en el sector eléctrico más importantes a nivel mundial. Siemens & Halske AG se convirtió en una parte esencial del proceso de modernización de los sistemas telefónicos. La compañía formó cárteles con ITT, General Electric, AT&T y Ericsson.
La Gran Depresión afectó notablemente a la compañía, y provocó una bajada del volumen de negocios y el despido de personal. Sin embargo, con la llegada al poder de los nazis se produjo una mejora en el negocio al recibir la empresa un gran número de pedidos por parte de la Wehrmacht, la Luftwaffe y la Kriegsmarine. En 1939 la compañía empleaba a 187 000 personas y era el grupo empresarial eléctrico más grande del mundo. Los nuevos ámbitos de aplicación de la electricidad, como la ingeniería biomédica, la radiodifusión, los electrodomésticos o el microscopio electrónico ganaron importancia dentro de la empresa. En 1936 había en toda Europa dieciséis centros de producción, además de empresas conjuntas en Buenos Aires y Tokio.
Con el comienzo de la Segunda Guerra Mundial la capacidad de la empresa se vio desbordada ante la gran cantidad de pedidos relacionados con el conflicto. Durante la guerra recurrió a los trabajos forzados.
Después de la muerte de Carl Friedrich von Siemens en el año 1941 le sucedió su sobrino Hermann von Siemens como presidente de la empresa.

### Otras actividades

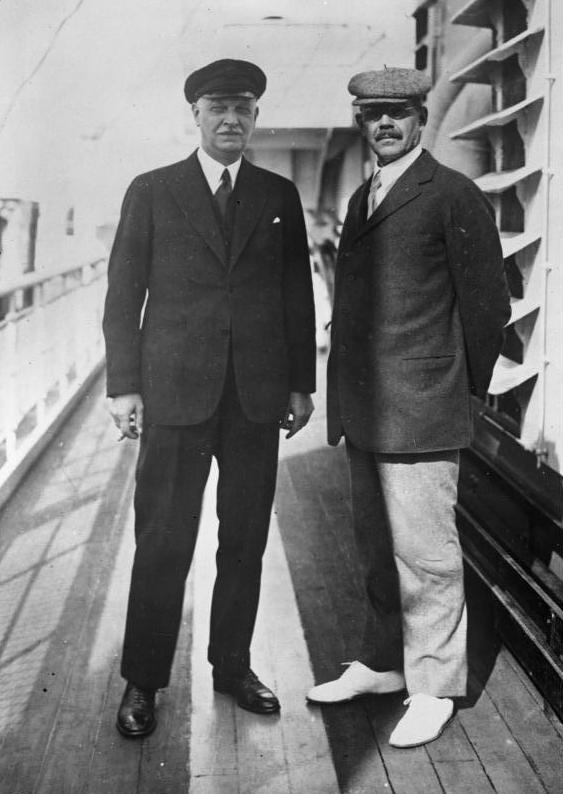
Carl Friedrich von Siemens junto a Wilhelm Cuno en 1931.

Fue nombrado doctor ingeniero por la Universidad Técnica de Múnich en 1921 y doctor honoris causa por la Universidad de Halle en 1927. En 1923 fue presidente del Vorläufiger Reichswirtschaftsrat, en 1924 del Deutsche Reichsbahn y en 1927 lideró la delegación alemana de la Conferencia Económica de Ginebra.
syum
Entre 1920 y 1924 fue miembro del Reichstag representando al Partido Democrático Alemán. En 1929 se hizo miembro de la Gesellschaft der Freunde. Con motivo de la Elecciones federales de Alemania de 1919 fundó el Kuratorium für den Wiederaufbau des deutschen Wirtschaftslebens para la financiación de algunas formaciones políticas.
Fue senador desde 1926 hasta su muerte de la Sociedad Kaiser Wilhelm. También en 1926 fue elegido miembro de la Leopoldina. Desde 1933 formó parte del Generalrat der Wirtschaft. Durante el nazismo perteneció a la Akademie für Deutsches Recht, que había sido fundada en 1933 por el nacionalsocialismo.
La Fundación Carl Friedrich von Siemens lleva su nombre, al igual que un gymnasium en Siemensstadt. Sus restos se encuentran enterrados en la tumba familiar en el cementerio Südwestkirchhof Stahnsdorf, en Berlín.